# 1748 Mauderli
Az 1748 Mauderli (ideiglenes jelöléssel 1966 RA) egy kisbolygó a Naprendszerben. Paul Wild fedezte fel 1966. szeptember 7-én.